# Antoine Joseph Santerre
Antoine Joseph Santerre   (París, 16 de març de 1752 - París, 6 de febrer de 1809) va ser un home de negocis i general durant la Revolució Francesa.

## Primers anys de vida
La família Santerre es va traslladar de Saint-Michel-en-Thiérache a París el 1747 on van adquirir una cerveseria coneguda com la Brasserie de la Magdeleine. Antoine Santerre es va casar amb la seva tercera cosina Marie Claire Santerre, filla d'un ric cerveser burgès, Jean François Santerre, del Cambrai el març de 1748. La parella va tenir sis fills, Antoine Joseph el 3r. Les altres eren Marguerite, nascuda el 1750; Jean Baptiste, nascut el 1751; Armand Théodore, nascut el 1753; seguit de François i Claire. El futur pare del general va morir el 1770, la mare només uns mesos després. El seu germà gran i germana, Marguerite i Jean Baptiste es van fer càrrec dels negocis domèstics i familiars, ajudant la seva mare a criar els fills menors, que mai es van casar. Armand Théodore va entrar en el negoci del sucre i posseïa una fàbrica a Essonnes, els altres membres de la família es van quedar al negoci de la cerveseria. François, conegut com a François Santerre de la Fontinelle, tenia cerveses a Sèvres, Chaville i París i Claire, la més jove, es va casar amb un advocat.
 Antoine Joseph va ser enviat al col·legi a les collèges des Grassins, estudiant història i física de la mà de M.M. Brisson i l'abat Nollet. El seu interès per la física va provocar avenços en la producció de cervesa que van explotar les cerveseries des de la seva primera infància. El 1770, Antoine Joseph es va emancipar, i dos anys més tard, va adquirir, amb la seva herència, amb la cerveseria del seu germà François Mr. Acloque a 232 Faubourg St. Antoine per 65.000 francs francesos. En aquest mateix any, es va casar amb la seva estimada des de l'infància, la filla del seu veí, monsieur François, un altre ric cerveser. Antoine Joseph tenia 20 anys i Marie François setze. L'any següent, Marie va morir per una infecció derivada d'una caiguda durant el setè mes d'embaràs. Anys després, Antoine Joseph es va casar amb Marie Adèlaïde Deleinte amb qui va tenir tres fills, Augustin, Alexandre i Teodore.

## Vida militar
La seva generositat va obtenir una gran popularitat al Faubourg St. Antoine. Quan la Revolució Francesa va esclatar el 1789, va participar en l'atac de la Bastilla i va rebre el comandament d'un batalló de la Guàrdia Nacional parisenca. Després de la massacre de Champ de Mars el 17 de juliol de 1791, es va dictar un mandat per a la seva detenció i Santerre es va amagar. L'any següent va tornar a aparèixer per dirigir la gent de Sant Antoine de Faubourg, les unitats orientals, a l'assalt al palau de les Tuileries per part de la multitud de París, que va aclaparar i massacrar la Guàrdia Suïssa mentre la família reial va fugir a través del jardins i es va refugiar a l'Assemblea Legislativa. Lluís XVI va ser oficialment destituït com a rei poc després.

Santerre va ser designat per la Convenció Nacional per exercir de carceller de l'antic rei. Va comunicar a Louis que la moció havia estat aprovada per a la seva execució i, l'endemà, a les vuit del matí del 21 de gener, Santerre va arribar a l'habitació del condemnat i va dir: 
| « | <"Monsieur, és hora de marxar".> | » |

 Va escortar Lluís XVI a través d'uns vuitanta mil homes armats i innombrables ciutadans pels carrers de París fins a la guillotina. Hi ha diferents relats de la seva conducta en l'execució en si. Segons alguns, va ordenar un rodet de tambor a mig camí del discurs del rei per tal d'ofegar la veu. D'altres diuen que va ser en realitat el general J.F. Berruyer –l'home al comandament de l'execució– qui va ordenar el rodatge del tambor i que Santerre només va retransmetre l'ordre. La família de Santerre va mantenir, però, que en realitat va silenciar els tambors perquè Louis pogués parlar amb la gent.

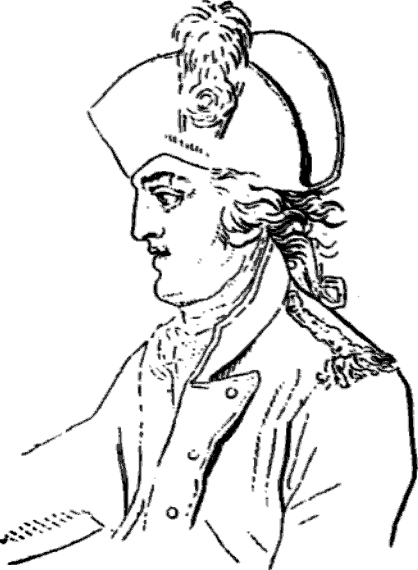
Antoine Joseph Santerre

Santerre va ser ascendit a general d'una divisió de la Guàrdia Nacional parisenca el juliol de 1793. Quan van esclatar la revolta de La Vendée, Santerre va prendre el comandament d'una força enviada per frenar les rebel·lions. No va tenir tant èxit com a comandant militar al camp; la seva primera operació militar va veure la derrota de les forces republicanes a Saumur. Després de la batalla, van circular informes que Santerre havia estat assassinat; els reialistes van compondre fins i tot un epitafi humorístic sobre la seva mort. Tampoc Santerre era popular entre els sans-culottes que manava. Soldats ferits que tornaven a París van denunciar que vivia en luxe oriental i es queixaven que la seva derrota es degués a la seva traïció o a la seva incompetència. Alguns van demanar que fos rellevat del seu comandament o fins i tot enviat a la guillotina. D'altra banda, Santerre no estava al comandament suprem i no es considerava responsable del resultat de la guerra.
A l'octubre, Santerre va tornar a París, on la seva popularitat a Faubourg St. Antoine va ser minvada. No obstant això, el seu informe sobre aquesta expedició, en què va cridar l'atenció sobre la difícil situació de l'exèrcit republicà a la Vendée, va despertar la sospita. Acusat de ser realista per la seva falta de glòria durant les batalles a la Vendée, va ser arrestat l'abril de 1794 i va ser empresonat fins a la caiguda de Robespierre. En sortir, va renunciar al seu comandament i va intentar tornar als negocis, però la seva cerveseria es va arruïnar. Va morir a la pobresa a París el 6 de febrer de 1809.